# Mária Petrás
Mária Petrás (n. 19 ianuarie 1957, Gioseni, Regiunea Bacău) este o cântăreață de muzică populară și artistă plastică maghiară din România, aparținătoare grupului ceangău de sud, vorbitoare a vechiului dialect.

## Viața

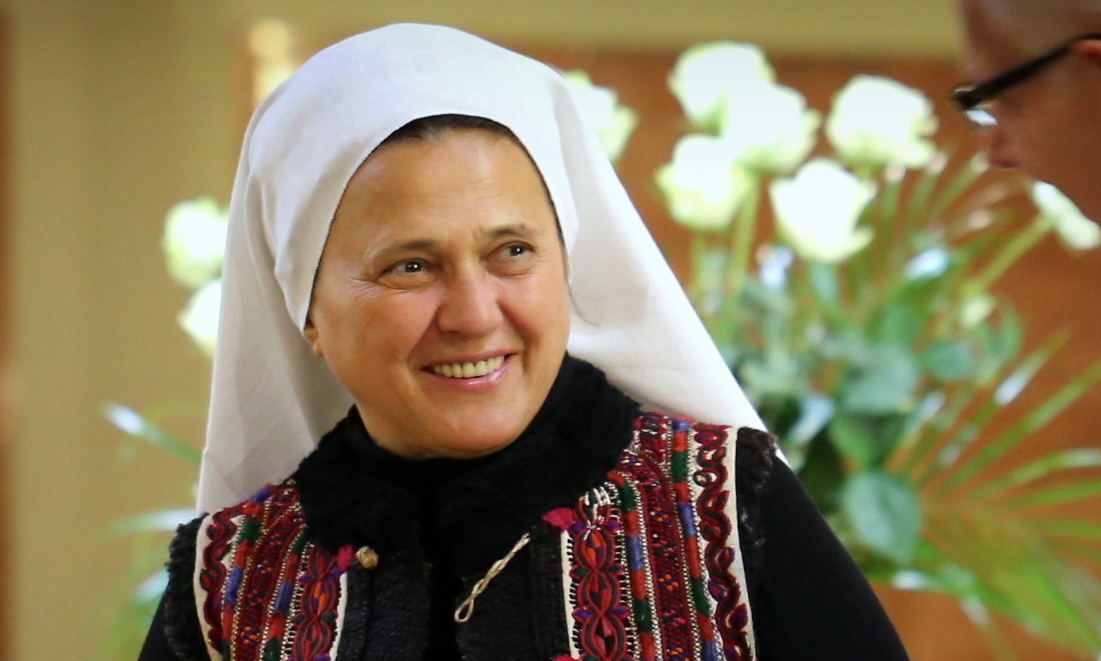
Mária Petrás în 2017

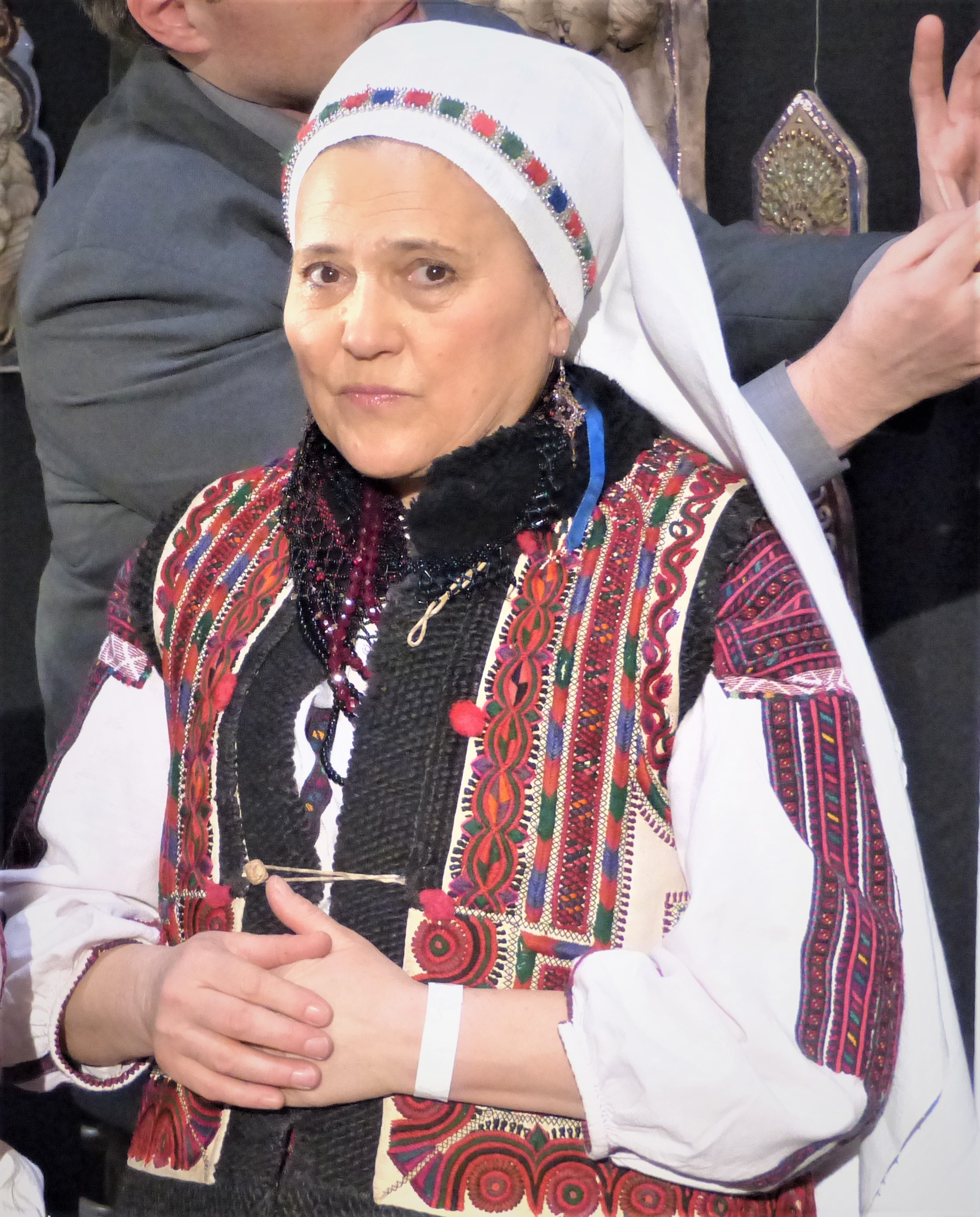
Mária Petrás la „Balul Ceangăiesc”, ediția 2018

S-a născut în satul Gioseni, în Regiunea Bacău (azi Județul Bacău), într-o familie agricultori ceangăi, vorbitori ai vechiului dialect ceangăiesc. După absolvirea în 1978 a Școalei de Arte Populare din Brașov (specializare de grafică), s-a înscris la Universitatea de Arte Plastice la Budapesta (specializare ceramică). După terminarea facultății și-a continuat studiile în cadrul aceleiași intituții, la Kecskemét, unde, în 1997, a obținut titlul de Master în Ceramică.
În 2001 și-a deschis propriul atelier la Pomáz. Este unul dintre cei mai recunoscuți ceramiști contemporani maghiari. Operele au de obicei o tematică biblică, religioasă și sunt puternic influențate de arta populară ceangăiască.
Este cântăreața formației Muzsikás Együttes cu care a dat concerte și în Concertgebouw (Amsterdam) și în Carnegie Hall (New York). Cântă muzică populară maghiară din Moldova și Bucovina.

## Premii
- 2005 - Magyar Örökség-díj (Premiul "Moștenirea Maghiară")
- 2006 - Premiul Szervátiusz Jenő
- 2006 - Magyar Művészetért-díj (Premiul pentru Arta Maghiară)
- 2011 - Ambasadorul Talentului Maghiar
- 2013 - Premiul Prima Primissima

## Lucrări amplasate în biserici și la locuri publice[3][6]

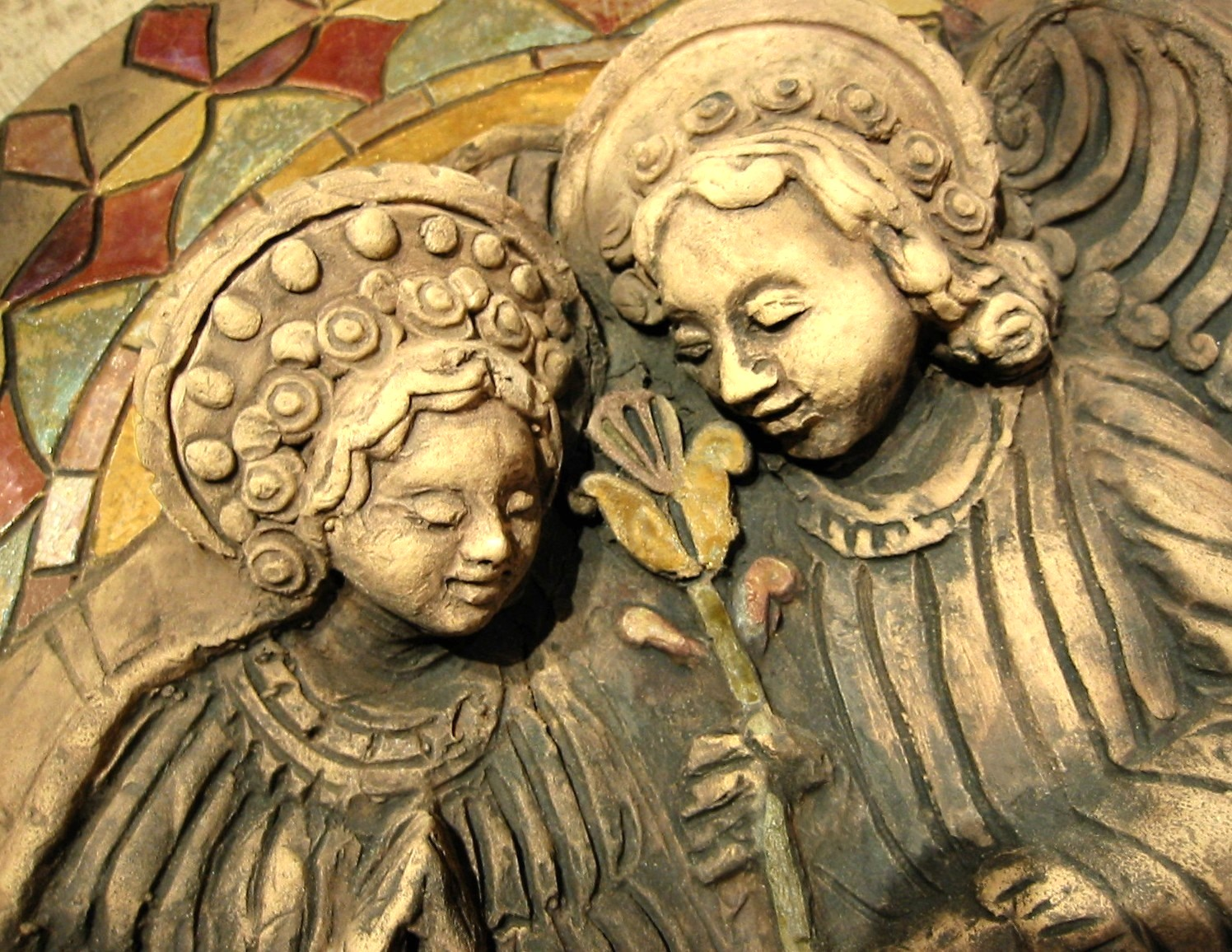
Buna Vestire, ceramică (fragment)

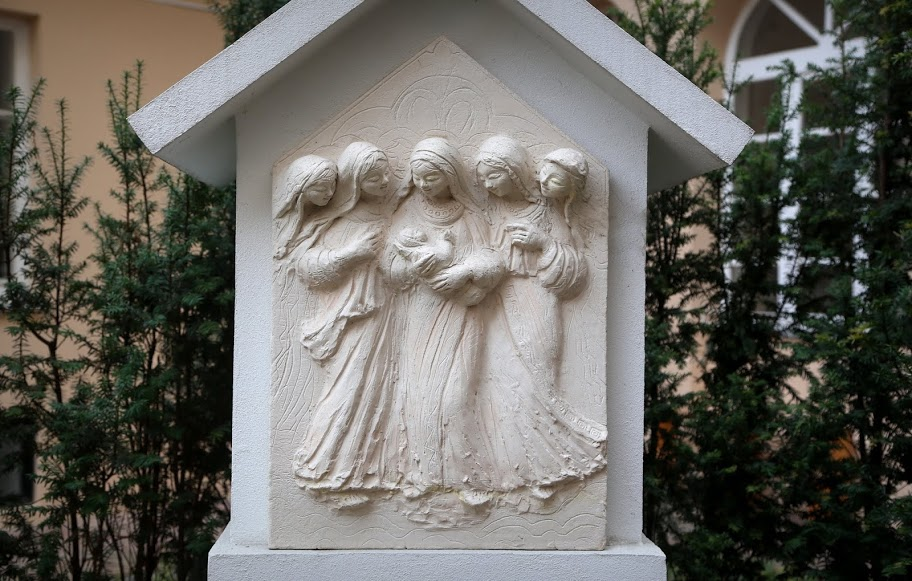
Sculptură ceramică

- 1998 - Krisztus a keresztfán (Hristos răstignit), Biserica Sfânta Maria, Deva
- relief (lut), biserica romano-catolică din Bükkzsérc, Ungaria
- relief (lut), biserica reformată din Bükkzsérc, Ungaria
- relief (lut), biserica romano-catolică din Epöl, Ungaria
- relief (lut), biserica reformată din Ciucea, România
- relief (lut), Văleni, România
- relief (lut), biserica reformată din Izvoru Crișului, România
- Kájoni János - relief (lut), biserica romano-catolică din Leghia, România
- relief (lut), biserica reformată din Krémer, Ungaria

## Expoziții[3][6]
- 1995–97 - Casa de Cultură, Jászberény, Ungaria
- 1996 - Casa de Cultură, Érd, Ungaria
- 1997: 
  - Colegiul Reformat, Pápa, Ungaria
  - Clubul Civic din Zugló, Ungaria
  - Casa de Cultură din Capitală, Budapesta
  - Casa de Cultură, Százhalombatta
  - Galeria Óvárosi Művészeti Műhely, Százhalombatta
  - Castel, Ménfőcsanak, Ungaria
  - Hotel Gellért, Budapesta
  - Casa de Cultură, Érd
  - Casa de Cultură, Tárnok, Ungaria
  - Catedrala Arhiepiscopală Romano-Catolică, Pécs, Ungaria
  - Centrul Cultural Erdei Ferenc, Kecskemét
  - Galeria Orășenească, Szigliget, Ungaria
  - Casa de Cultură, Kiskunhalas
  - Casa de Cultură, Balatongyörök, Ungaria
  - Casa de Cultură, Vértesacsa, Ungaria
  - Galeria din Gödöllő
  - Galeria Újpest, Budapesta
  - Casa Vinului Unguresc, Budapesta
- 1998, 2000, 2003 - Casa de Cultură, Vértesacsa, Ungaria
- 1998, 2000, 2002 - Gödöllői Galéria, Gödöllő
- 1999: 
  - Capela romano-catolică, Botpuszta, Ungaria
  - Casa de Cultură, Pannonhalma
  - Liceul Forestier, Mátrafüred, Ungaria
  - Biblioteca Orășenească, Komárno, Slovacia
  - Capela Sfântul Mihai, Budapesta
- 1999, 2000, 2003 - Casa Maghiarilor, Budapesta
- 1999, 2002 - Padova, Italia
- 2000: 
  - Galeria Centrului Cultural Barátság, Százhalombatta
  - Casa de Cultură, Dány, Ungaria
  - Biserica unitariană, Budapesta
  - Casa de Cultură Fehér István, Tápióbicske, Ungaria
  - Școala Generală Kőrösi Csoma Sándor, Érd
  - Casa de Cultură, Vasvár
  - Casa de Cultură, Sárvár
  - Casa de Cultură, Kemenessömjén, Ungaria
  - Colegiul Național Sfântul Emeric, Budapesta
  - Casa de Cultură, Alsóörs, Ungaria
  - Casa Kájoni János, Budapesta
  - Casa de Cultură, Martonvásár
  - Casa de Cultură, Sitke, Ungaria
  - Casa de Cultură, Szombathely
- 2000, 2001, 2002 - Universitatea Semmelweis, Budapesta
- 2000, 2003 - Biserica romano-catolică, Kővágőörs
- 2001:
  - Castelul Uvbinai, Sant'Agata Feltria, Italia
  - Casa Minorităților din Sectorul V., Budapesta
  - Casa de Cultură Bartók Béla, Tura, Ungaria
  - Casa de Cultură, Kocs, Ungaria
  - Arnici Saletta della grafica, Vittorio Veneto, Italia
  - Casa de Cultură, Perbál, Ungaria
  - Sediul partidului FKGP, Budapesta
- 2001, 2002, 2003 str. Rácz Aladár, Budapesta, sectorul XII.
- 2002, 2003 - Palatul Copiilor, Bicske
- 2002:
  - Sediul Vasas, Budapesta
  - Biblioteca Platán, Budapesta
  - Academia Alimentară, Budapesta
  - Casa de Cultură, Magyarpolány, Ungaria
  - Casa de Cultură, Noszlop, Ungaria
  - Centrul Cultural Județean Pest, Szentendre
  - Biserica romano-catolică, Fót
  - Grădinița Kerek Erdő, Budapesta
  - Toronto, Canada
  - Casa de Cultură, Dévaványa
  - Cetatea Maghiară, Pomáz
  - Casa de Cultură din Pestlőrinc, Budapesta
- 2002, 2003 - Centrul Cultural Flesch Károly, Mosonmagyaróvár
- 2003: 
  - Casa de Cultură Kondor Béla, Budapesta
  - Biblioteca Orășenească, Csorna
  - Casa Satului, Decs
  - Centrul Cultural Județean Heves, Eger
  - Érd
  - Centrul Aranysziget, capelă, Csongrád
  - Liceul Márton Áron, Budapesta
  - Grădina Szentklárai, Solymár, Ungaria
  - Școala Batthyány, Budapesta
  - Colegiul Sfânta Hedvig, Eger
  - Biserica romano-catolică, Bezenye, Ungaria
  - Casa de Cultură, Marikálnok, Ungaria
  - Casa de Cultură, Levél, Ungaria
  - Casa de Cultură, Szabadbattyán, Ungaria
  - Casa Pannon, Pécs
  - Galeria Comitatului, Budapesta
  - Casa de Cultură, Pomáz, Ungaria
- 2004:
  - Casa de Cultură, Pázmánd Ungaria
  - Casa Tineretului, Seghedin
  - Casa de Cultură din Alsóváros, Seghedin
  - Școala Generală, Lepsény, Ungaria
  - Centrul Rákoshegyi, Budapesta
  - Galeria SOTE, Debrețin
- 2005:
  - Madonna Ceangăiască (Csángó Madonna), Muzeul Matrica, Százhalombatta
  - Galeria Sfânta Coroană, Székesfehérvár
  - Nu suntem orfani (Nem vagyunk árvák), Galeria din Zirc
  - Strigoniu

## Participări la expoziții colective[3][6]
- 1996 - Expoziția FISE, Institutul Maghiar, Paris
- 1997 - Festival - Centrul Cultural Budafok-Tétény, Budapesta
- 1999 - Expoziția FISE, Institutul Maghiar, Helsinki
- 2000, 2001, 2003 - Az ezredforduló kézműves remekei (expoziție milenară), Muzeul Artelor Plastice, Budapesta
- 2000, 2002, 2003 - Târgul Artiștilor Plastici Contemporani,  Muzeul Artelor Plastice, Budapesta
- 2002 - Expoziția FISE, Galeria Vigadó, Budapesta
- 2005 - Glasstellung, Glaskunst aus Ungarn, Collegium Hungaricum, Berlin
- Galeria Vaszary, Kaposvár

### Video
- Cântec ceangăiesc - Concertul aniversar a formației Muzsikás
- Esti ima (rugăciune de seară) - cântec ceangăiesc
- DunaTV - interviu (în limba maghiară)
- Petrás Mária